# تخت نرم (ماجين)
تخت نرم (بالفارسية: تخت نرم) هي قرية تقع في إيران في قسم ماجين الريفي. يقدر عدد سكانها بـ 22 نسمة بحسب إحصاء 2016.